# Кубок СРСР з футболу
Ку́бок СРСР з футбо́лу (рос. Кубок СССР по футболу) — головний кубковий клубний футбольний турнір у СРСР. Відбувався з 1936 по 1992 роки. 
Першим представником СРСР у Кубку володарів кубків УЄФА стала команда «Динамо» (Київ) у розіграші 1965-66 років, як володар Кубка СРСР 1964 року.

## Регламент змагань
Формат змагань неодноразово змінювали. У перших 16-и розіграшах до 1955 року разом з командами майстрів у змаганнях брали участь колективи фізкультури. Перші три кубки розіграли з попередніх етапів. Іноді турнір одразу стартував з фінальної частини, як це було в 1944 та 1945 роках. Команди вищого дивізіону найчастіше стартували з 1/16 фіналу.
Кубок проходив за оліміпйською системою за якою учасник вибуває з турніру після програшу. Причому переможця виявляли, як в одному матчі, а в разі нічиї за результатами додаткової гри або ж за сумою двох матчів. Перегравання фінального матчу відбулась тричі в 1965, 1971 та 1972 роках, згодом почали призначати додатковий час. У випадку безрезультативного закінчення овертайму призначали серію післяматчевих пенальті.
У 1979—82 роках проводились фінальні зональні змагання за коловою системою.
У 1936—1939, 1944—1958, 1961—1965, 1969—1984 роках кубок розігрували впродовж одного сезону (за схемою «весна-осінь»). Турніри 1959/60, 1965/66 та 1966/67 тривали два роки. З осені 1984 року всі кубки проходили за схемою «осінь-весна».
Від самого початку всі фінальні матчі проходили в столиці СРСР Москві.

## Трофей Кубка СРСР
Сам трофей — це кришталевий кубок вагою 6 кілограмів, який придбали в звичайному комісійному московському магазині. Головний приз Кубка не має ручок, завдяки чому виглядає одночасно й просто, й елегантно. На кришці і підставці вигравірувані назви команд, які вигравали кубок. Трофей був перехідним. Висота Кубку 60 сантиметрів. Оригінал Кубку зберігається в музеї московського «Спартака».

## Фінали
| Рік      | Переможець               | Рахунок                                       | Фіналіст                    |
| -------- | ------------------------ | --------------------------------------------- | --------------------------- |
| 1936     | «Локомотив» Москва       | 2 — 0                                         | «Динамо» Тбілісі            |
| 1937     | «Динамо» Москва          | 5 — 2                                         | «Динамо» Тбілісі            |
| 1938     | «Спартак» Москва         | 3 — 2                                         | «Електрик» Ленінград        |
| 1939     | «Спартак» Москва         | 3 — 1                                         | «Сталінець» Ленінград       |
| 1944     | «Сталінець» Ленінград    | 2 — 1                                         | ЦБЧА Москва                 |
| 1945     | ЦБЧА Москва              | 2 — 1                                         | «Динамо» Москва             |
| 1946     | «Спартак» Москва         | 3 — 2                                         | «Динамо» Тбілісі            |
| 1947     | «Спартак» Москва         | 2 — 0                                         | «Торпедо» Москва            |
| 1948     | ЦБЧА Москва              | 3 — 0                                         | «Спартак» Москва            |
| 1949     | «Торпедо» Москва         | 2 — 1                                         | «Динамо» Москва             |
| 1950     | «Спартак» Москва         | 3 — 0                                         | «Динамо» Москва             |
| 1951     | ЦБРА Москва              | 2 — 1                                         | Команда м. Калініна         |
| 1952     | «Торпедо» Москва         | 1 — 0                                         | «Спартак» Москва            |
| 1953     | «Динамо» Москва          | 1 — 0                                         | «Зеніт» Куйбишев            |
| 1954     | «Динамо» Київ            | 2 — 1                                         | «Спартак» Єреван            |
| 1955     | ЦБРА Москва              | 2 — 1                                         | «Динамо» Москва             |
| 1957     | «Локомотив» Москва       | 1 — 0                                         | «Спартак» Москва            |
| 1958     | «Спартак» Москва         | 1 — 0                                         | «Торпедо» Москва            |
| 1959/60  | «Торпедо» Москва         | 4 — 3                                         | «Динамо» Тбілісі            |
| 1961     | «Шахтар» Донецьк         | 3 — 1                                         | «Торпедо» Москва            |
| 1962     | «Шахтар» Донецьк         | 2 — 0                                         | «Знамя Труда» Орєхово-Зуєво |
| 1963     | «Спартак» Москва         | 2 — 0                                         | «Шахтар» Донецьк            |
| 1964     | «Динамо» Київ            | 1 — 0                                         | «Крила Рад» (Куйбишев)      |
| 1965     | «Спартак» Москва         | 0 — 0 2 — 1 (перегравання)                    | «Динамо» Мінськ             |
| 1965/66  | «Динамо» Київ            | 2 — 0                                         | «Торпедо» Москва            |
| 1966/67  | «Динамо» Москва          | 3 — 0                                         | ЦСКА Москва                 |
| 1967/68  | «Торпедо» Москва         | 1 — 0                                         | «Пахтакор» Ташкент          |
| 1969     | «Карпати» Львів          | 2 — 1                                         | СКА Ростов-на-Дону          |
| 1970     | «Динамо» Москва          | 2 — 1                                         | «Динамо» Тбілісі            |
| 1971     | «Спартак» Москва         | 2 — 2 1 — 0 (перегравання)                    | СКА Ростов-на-Дону          |
| 1972     | «Торпедо» Москва         | 0 — 0 1 — 1 (5 — 1 — пенальті) (перегравання) | «Спартак» Москва            |
| 1973     | «Арарат» Єреван          | 2 — 1                                         | «Динамо» Київ               |
| 1974     | «Динамо» Київ            | 3 — 0                                         | «Зоря» Ворошиловград        |
| 1975     | «Арарат» Єреван          | 2 — 1                                         | «Зоря» Ворошиловград        |
| 1976     | «Динамо» Тбілісі         | 3 — 0                                         | «Арарат» Єреван             |
| 1977     | «Динамо» Москва          | 1 — 0                                         | «Торпедо» Москва            |
| 1978     | «Динамо» Київ            | 2 — 1                                         | «Шахтар» Донецьк            |
| 1979     | «Динамо» Тбілісі         | 0 — 0 (д.ч.) (5 — 4 — пенальті)               | «Динамо» Москва             |
| 1980     | «Шахтар» Донецьк         | 2 — 1                                         | «Динамо» Тбілісі            |
| 1981     | СКА Ростов-на-Дону       | 1 — 0                                         | «Спартак» Москва            |
| 1982     | «Динамо» Київ            | 1 — 0                                         | «Торпедо» Москва            |
| 1983     | «Шахтар» Донецьк         | 1 — 0                                         | «Металіст» Харків           |
| 1984     | «Динамо» Москва          | 2 — 0                                         | «Зеніт» Ленінград           |
| 1984/85  | «Динамо» Київ            | 2 — 1                                         | «Шахтар» Донецьк            |
| 1985/86  | «Торпедо» Москва         | 1 — 0                                         | «Шахтар» Донецьк            |
| 1986/87  | «Динамо» Київ            | 3 — 3 (д.ч.) (4 — 2 — пенальті)               | «Динамо» Мінськ             |
| 1987/88  | «Металіст» Харків        | 2 — 0                                         | «Торпедо» Москва            |
| 1988/89  | «Дніпро» Дніпропетровськ | 1 — 0                                         | «Торпедо» Москва            |
| 1989/90  | «Динамо» Київ            | 6 — 1                                         | «Локомотив» Москва          |
| 1990/91  | ЦСКА Москва              | 3 — 2                                         | «Торпедо» Москва            |
| 1991/92* | «Спартак» Москва         | 2 — 0                                         | ЦСКА Москва                 |

(*) — під час розіграшу останнього Кубку СРСР багато клубів (у тому числі й українські) знялися зі змагань через політичні мотиви.

### Статистика за командами
| Команда                     | Перемоги | Поразки | Роки перемог                                               |
| --------------------------- | -------- | ------- | ---------------------------------------------------------- |
| «Спартак» Москва            | 10       | 5       | 1938, 1939, 1946, 1947, 1950, 1958, 1963, 1965, 1971, 1992 |
| «Динамо» Київ               | 9        | 1       | 1954, 1964, 1966, 1974, 1978, 1982, 1985, 1987, 1990       |
| «Торпедо» Москва            | 6        | 9       | 1949, 1952, 1960, 1968, 1972, 1986                         |
| «Динамо» Москва             | 6        | 5       | 1937, 1953, 1967, 1970, 1977, 1984                         |
| ЦСКА                        | 5        | 3       | 1945, 1948, 1951, 1955, 1991                               |
| «Шахтар» Донецьк            | 4        | 4       | 1961, 1962, 1980, 1983                                     |
| «Динамо» Тбілісі            | 2        | 6       | 1976, 1979                                                 |
| «Арарат» Єреван             | 2        | 2       | 1973, 1975                                                 |
| «Локомотив» Москва          | 2        | 1       | 1936, 1957                                                 |
| «Зеніт» Ленінград           | 1        | 2       | 1944                                                       |
| СКА Ростов-на-Дону          | 1        | 2       | 1981                                                       |
| «Металіст» Харків           | 1        | 1       | 1988                                                       |
| «Карпати» Львів             | 1        |         | 1969                                                       |
| «Дніпро» Дніпропетровськ    | 1        |         | 1989                                                       |
| «Крила Рад» Куйбишев        |          | 2       |                                                            |
| «Динамо» Мінськ             |          | 2       |                                                            |
| «Зоря» Ворошиловград        |          | 2       |                                                            |
| «Електрик» (Ленінград)      |          | 1       |                                                            |
| Команда м. Калініна         |          | 1       |                                                            |
| «Знамя Труда» Орєхово-Зуєво |          | 1       |                                                            |
| «Пахтакор» (Ташкент)        |          | 1       |                                                            |

### Статистика за республіками
| Республіка     | Перемоги | Поразки | Клуби-переможці |
| -------------- | -------- | ------- | --- |
| Російська РФСР | 31       | 32      | «Спартак» Москва (10), «Динамо» Москва (6), «Торпедо» Москва (6), ЦСКА (5), «Локомотив» Москва (2), «Зеніт» Ленінград (1), СКА Ростов-на-Дону (1) |
| Українська РСР | 16       | 8       | «Динамо» Київ (9), «Шахтар» Донецьк (4), «Металіст» Харків (1), «Карпати» Львів (1), «Дніпро» Дніпропетровськ (1)                                 |
| Грузинська РСР | 2        | 6       | «Динамо» Тбілісі (2) |
| Вірменська РСР | 2        | 2       | «Арарат» Єреван (2) |
| Білоруська РСР |          | 2       | |
| Узбецька РСР   |          | 1       | |

## Найкращі тренери
| Місце | Ім'я                 | Медалі | Медалі | Клуби володари кубка                                         |
| ----- | -------------------- | ------ | ------ | ------------------------------------------------------------ |
| Місце | Ім'я                 | золото | срібло | Клуби володари кубка                                         |
| 1     | Віктор Маслов        | 6      | 3      | Торпедо (Москва) (3), Динамо (Київ) (2), Арарат (Єреван) (1) |
| 2     | Валерій Лобановський | 6      | -      | Динамо (Київ)                                                |
| 3     | Борис Аркадьєв       | 4      | 1      | ЦБЧА (Москва) (3), Локомотив (Москва) (1)                    |
| 3     | Микита Симонян       | 4      | 1      | Спартак (Москва) (3), Арарат (Єреван) (1)                    |
| 5     | Олег Ошенков         | 3      | 1      | Шахтар (Донецьк) (2), Динамо (Київ) (1)                      |
| 6     | Валентин Іванов      | 2      | 5      | Торпедо (Москва)                                             |
| 7     | Олександр Севідов    | 2      | 2      | Динамо (Москва)                                              |
| 8-11  | Нодар Ахалкаці       | 2      | 1      | Динамо (Тбілісі)                                             |
| 8-11  | Костянтин Бєсков     | 2      | 1      | Динамо (Москва)                                              |
| 8-11  | Костянтин Квашнін    | 2      | 1      | Спартак (Москва), Торпедо (Москва)                           |
| 8-11  | Віктор Носов         | 2      | 1      | Шахтар (Донецьк)                                             |